# Majaland Kownaty
Majaland Kownaty – rodzinny park rozrywki otwarty w 2018 roku, położony na terenie wsi Kownaty w gminie Torzym w województwie lubuskim w Polsce. Część atrakcji znajduje się w zamkniętym pomieszczeniu, dzięki czemu park czynny jest cały rok. Tematyzacja parku oparta jest na postaci Pszczółki Mai i innych postaciach z animacji opracowanych przez Studio 100. Majaland Kownaty ma stać się częścią większej całości pod nazwą Holiday Park Kownaty o docelowej powierzchni ok. 205 ha, z czego sam Majaland ma zająć ok. 30 ha.

## Historia
Budowa parku rozpoczęła się od symbolicznego wbicia łopaty w dniu 22 września 2016 roku, a następnie kamienia węgielnego w dniu 8 grudnia 2016 roku.
W maju 2018 ukończona została budowa hali, w której znajdować się będą atrakcje czynne przez cały rok.
W czerwcu 2018 roku na teren budowy parku dotarły pierwsze urządzenia rozrywkowe.
29 września 2018 roku park został otwarty dla gości, wciąż natomiast trwała budowa drewnianej kolejki górskiej firmy GCI będącej lustrzaną kopią kolejki górskiej Heidi the Ride w Plopsaland De Panne. Podczas otwarcia ogłoszono, iż park docelowo ma posiadać powierzchnię 30 ha.
Pod koniec czerwca 2019 roku pojawiły się plany nowej strefy zewnętrznej: Wickieland związanej z postacią Wickiego i budowy tam atrakcji: Disk’O firmy Zamperla oraz Splash Battle firmy Mack Rides.
29 czerwca 2019 roku park otworzył rodzinny drewniany roller coaster Wilkołak firmy GCI.
Pod koniec września 2019 roku ogłoszono, że w 2022 roku powstanie druga lokalizacja Majalandu w Góraszce pod Warszawą. 11 grudnia 2020 roku rozpoczęła się jego budowa.
W listopadzie 2019 roku Steve Van Den Kerkhof, dyrektor generalny Plopsa, zapowiedział, że kolejne Majalandy w Polsce powstaną w Gdańsku i okolicach Katowic.

## Miejsce w rankingach
Park Majaland Kownaty został wyróżniony 8. i 9. miejscem w rankingu European Star Award najlepszych nowych atrakcji otwartych w Europie w 2020 roku.

## Atrakcje

### Kolejki górskie
W roku 2023 w parku znajdowały się 2 czynne kolejki górskie.
| # | Nazwa                  | Producent | Data otwarcia    | Typ                | Strefa          | Wysokość [m] | Prędkość [km/h] | Status | Źródło        |
| - | ---------------------- | --------- | ---------------- | ------------------ | --------------- | ------------ | --------------- | ------ | ------------- |
| 1 | Rollercoaster Wikingów | Zierer    | 29 września 2018 | stalowa dziecięca  | w pomieszczeniu | 9            | 38,9            | działa | [ 18 ]        |
| 2 | Wilkołak               | GCI       | 29 czerwca 2019  | drewniana rodzinna | na zewnątrz     | 22           | 71              | działa | [ 19 ] [ 11 ] |

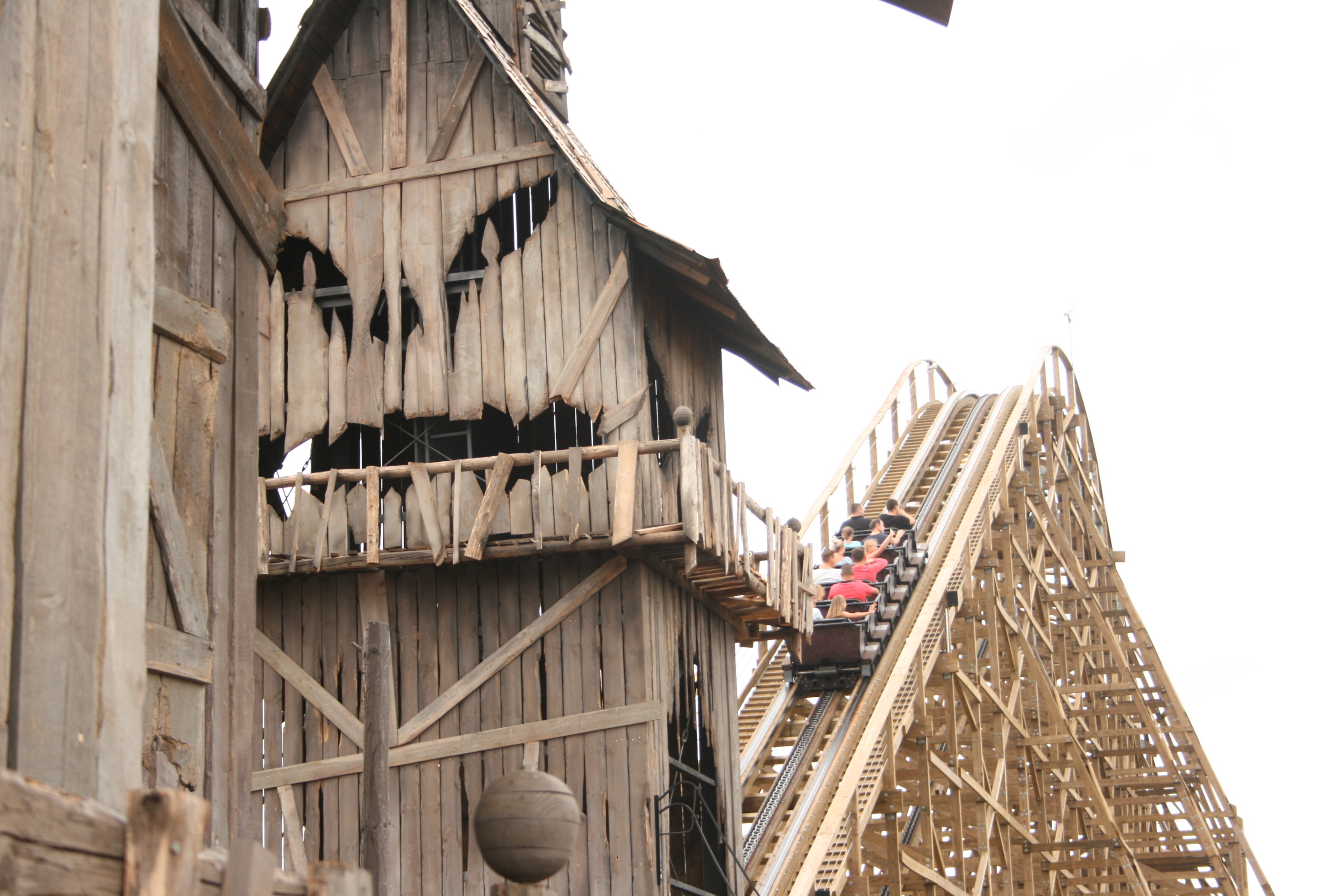
Roller coaster Wilkołak
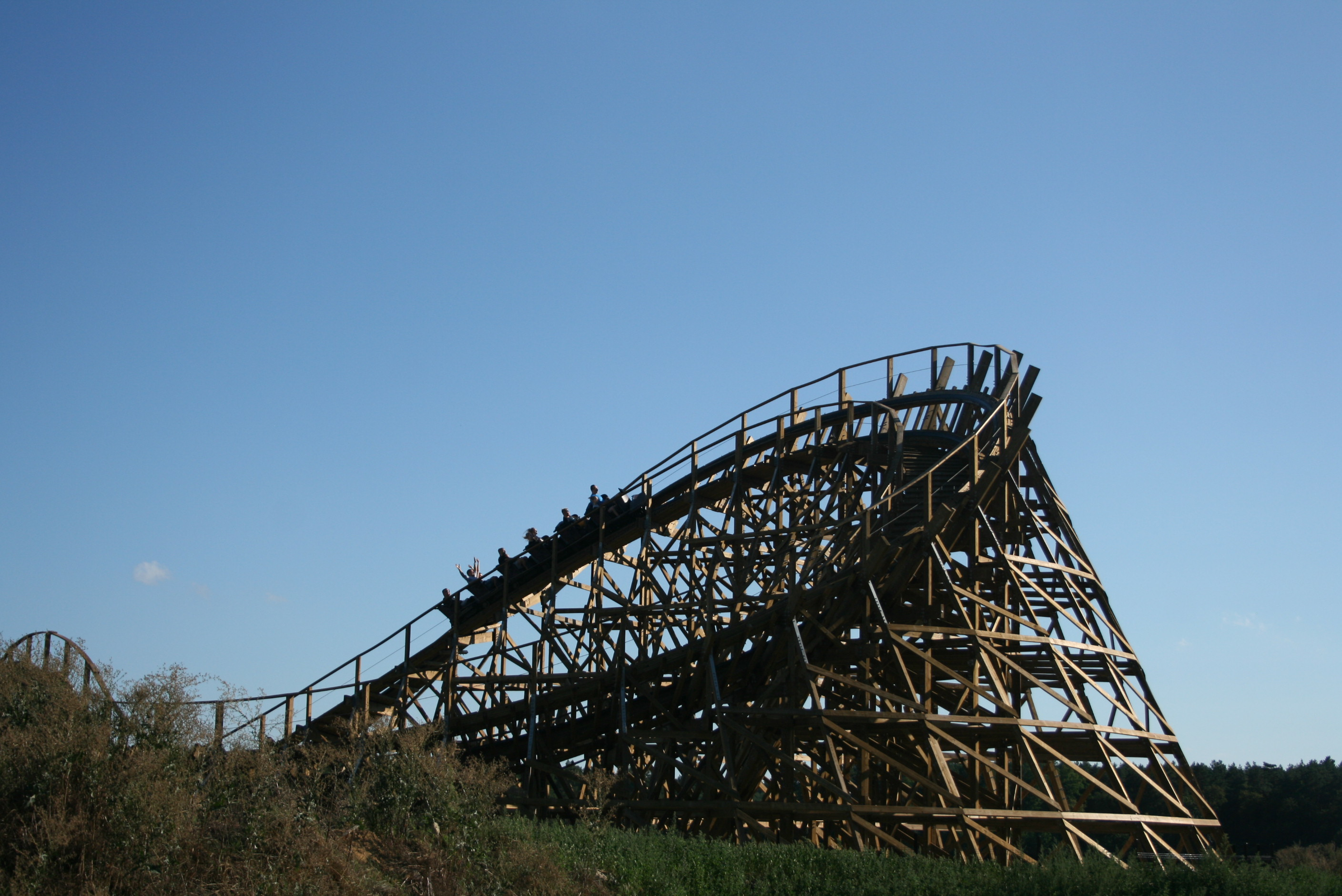
Roller coaster Wilkołak

### Pozostałe atrakcje
W parku Majaland Kownaty znajdują się, poza kolejkami górskimi, jeszcze 24 inne atrakcje dla dzieci i dorosłych.
| #  | Strefa          | Nazwa                  | Opis                                                                                            |
| -- | --------------- | ---------------------- | ----------------------------------------------------------------------------------------------- |
| 1  | na zewnątrz     | Farma Heidi            | Mini zoo.                                                                                       |
| 2  | na zewnątrz     | Klasa Heidi            | Zajęcia edukacyjne dla dzieci.                                                                  |
| 3  | na zewnątrz     | Tańcząca fontanna      | Interaktywna fontanna.                                                                          |
| 4  | na zewnątrz     | Karuzela kwiatów       | Karuzela rodzinna z efektami wodnymi, o gondolach stylizowanych na wielkie kwiaty.              |
| 5  | na zewnątrz     | Mali strażacy          | Interaktywna atrakcja z elementami wodnymi.                                                     |
| 6  | na zewnątrz     | Przygoda z Filipem     | Przejazd pojazdami stylizowanymi na świerszcze wśród dekoracji po jednoszynowym torze.          |
| 7  | na zewnątrz     | Plac zabaw Gucia       | Plac zabaw.                                                                                     |
| 8  | na zewnątrz     | Miasteczko samochodowe | Tor do nauki zasad ruchu drogowego dla najmłodszych.                                            |
| 9  | na zewnątrz     | Wulkan                 | Ścianka wspinaczkowa o kształcie stożka, z którego szczytu na dół prowadzi zjeżdżalnia.         |
| 10 | na zewnątrz     | Zakręcona farma        | Niewielka karuzela z siedziskami stylizowanymi na zwierzęta.                                    |
| 11 | w pomieszczeniu | Teatr                  | Przedstawienia z udziałem postaci z animacji Studio 100.                                        |
| 12 | w pomieszczeniu | Karuzela motyli        | Karuzela łańcuchowa z efektem pochylania się na boki, o dekoracjach w postaci motyli.           |
| 13 | w pomieszczeniu | Plac zabaw Mai         | Plac zabaw.                                                                                     |
| 14 | w pomieszczeniu | Las zabaw              | Tor przeszkód.                                                                                  |
| 15 | w pomieszczeniu | Kulki                  | Suchy basen wypełniony plastikowymi kulkami.                                                    |
| 16 | w pomieszczeniu | Samochodziki           | Klasyczne samochody elektryczne.                                                                |
| 17 | w pomieszczeniu | Super ślizg            | Zjeżdżalnia na matach.                                                                          |
| 18 | w pomieszczeniu | Szkoła latania         | Karuzela napędzana przez pasażerów przy pomocy pedałów.                                         |
| 19 | w pomieszczeniu | Totem Wikingów         | Niewielka wieża swobodnego spadania.                                                            |
| 20 | w pomieszczeniu | Tratwa                 | Spływ tratwą po niewielkim stawie, którą należy przeciągnąć z brzegu na brzeg przy pomocy liny. |
| 21 | w pomieszczeniu | Wielki Drakkar         | Atrakcja wodna z efektami wzburzonej wody.                                                      |
| 22 | w pomieszczeniu | Żabki                  | Niewielka karuzela o gondolach w kształcie żab poruszających się w górę i w dół.                |
| 23 | w pomieszczeniu | Łódeczki               | Podróż małą łódką po stawie.                                                                    |
| 24 | w pomieszczeniu | Łodzie Wikingów        | Karuzela z efektami wodnymi z gondolami stylizowanymi na łodzie Wikingów.                       |